# Alfred W. McCoy
Alfred W. McCoy é um historiador estadunidense e atual professor de História no Centro para Estudos do Sudoeste Asiático, na Universidade de Wisconsin-Madison. Graduou-se na Universidade de Columbia e fez sua pós-graduação PhD em História do Sudeste Asiático na Universidade de Yale. McCoy pesquisa e escreve principalmente sobre a história das Filipinas e o comércio de heroína e ópio no Triângulo Dourado; seu livro The Politics of Heroin in Southeast Asia constituiu um marco documentando as interações entre a CIA e os cartéis de droga na região.
Em 19 de janeiro de 2014, McCoy publicou um resumo de seu trabalho de pesquisa sobre a História e os precedentes da espionagem americana e seus propósitos e objetivos ao longo dos anos, analisando as revelações de Vigilância Global iniciadas em junho de 2103 com base nos documentos fornecidos por Edward Snowden.
Ele aborda o que vê como os reais objetivos do sistema de vigilância da NSA, analisa a perda da hegemonia econômica americana e os meios que os Estados Unidos utilizam para se manter como a nação mais poderosa do mundo. Faz um estudo comparativo da vigilância global à luz das táticas de Edgar Hoover para se manter no poder do FBI.
Seu artigo relaciona os vários programas de vigilância, objetivos e consequências. O estudo foi publicado sob o título:"A Vigilância não é sobre Segurança Nacional mas sim sobre chantagem."

## Ideia central
Segundo McCoy, depois da supressão do comércio de heroína nos EUA durante a Segunda Guerra Mundial, e a subsequente decisão de erradicar o cultivo de ópio na Turquia — uma das fontes do ópio puro — organizações criminosas dos EUA e da Europa colaboraram  para estabelecer novos centros de produção de ópio, refinamento de heroína e distribuição no Sudeste Asiático. Esta colaboração teria sido facilitada pela CIA e pela instabilidade política criada pela Guerra do Vietnã.
McCoy afirma que essa colaboração teria surgido da aliança entre a máfia córsica (que já tinha uma presença histórica no Vietnã do Sul desde a ocupação francesa) e os chefes da máfia siciliana e estadunidense, sob a liderança do gângster ítalo-americano Lucky Luciano.
Luciano fora preso por extorsão nos EUA durante a Segunda Guerra Mundial. Mas McCoy afirma que, nos últimos momentos da guerra, a inteligência militar dos EUA teria lhe solicitado ajuda para infiltrar-se em portos dominados pelo Eixo (e controlados efetivamente pela Máfia), e também para assessorar as forças aliadas na invasão da Sicília e Itália. Presumivelmente, ele teria se utilizado dos seus contatos na máfia siciliana, auxiliando o serviço de inteligência na identificação de colaboradores fascistas e de elementos socialistas/comunistas no movimento de resistência Italiana - os quais, então, teriam sido sistematicamente eliminados.
Por seu apoio, Lucky Luciano teria obtido permissão para operar seus negócios criminosos de dentro da prisão, e, com o fim da guerra, foi deportado de volta para a Sicília, onde imediatamente deu início à expansão de suas operações, forjando alianças com membros da máfia córsica no Vietnã do Sul, e membros do crime organizado de outros países, incluindo a Austrália.

## Trechos do livro
..."a participação norte-americana ia muito além de cumplicidade acidental; as embaixadas mascaravam a participação de governos inteiros no negócio, linhas aéreas contratadas pela CIA, como a Air American, transportavam ópio em grandes quantidades, e agentes individuais estavam ligados ao tráfico de ópio. Como uma consequência indireta do envolvimento dos EUA no Triângulo Dourado até 1972, a produção de ópio aumentou grandemente... o ópio proveniente do Triângulo Dourado cresceu em cerca de 70% e tornou-se responsável por 30% da heroína vendida nos EUA, sendo capaz de suprir os Estados Unidos com quantidades ilimitadas de heroína para as próximas gerações."
"Na maior parte dos casos, o papel da CIA era de cumplicidade, tolerância ou premeditada ignorância acerca do comércio, não um envolvimento direto... A CIA não manipulava heroína, mas fornecia aos chefões da droga seus aliados transporte, armas, e proteção política. Em suma, o papel da CIA no comércio de drogas no Sudeste Asiático foi mais uma cumplicidade indireta do que uma culpabilidade direta."
Em 2001, a Associação para os estudos Asiáticos lhe concedeu o Premio Grant Goodman pela suas contribuições no estudo das Filipinas.
Em 2003, foi publicada uma versão expandida do livro, chamado A Política da Heroína: Cumplicidade da CIA no Mercado de Drogas Global